# Deborah Backer
Deborah Backer (14 tháng 4 năm 1959 – 21 tháng 3 năm 2014) là một chính trị gia người Guyana, là thành viên của Quốc hội Nhân dân, Phó chủ tịch Quốc hội Guyana.

## Thời trẻ
Sinh ngày 14 tháng 4 năm 1959, Backer nhận bằng LLB của Đại học West Indies, Barbados năm 1981 và theo học trường Luật Hugh Wooding để lấy chứng chỉ giáo dục pháp lý.

## Nghề nghiệp
Backer bắt đầu sự nghiệp với tư cách là một luật sư và là thành viên của Hiệp hội luật sư Guyana. Sau khi tham gia Đại hội Dân tộc Nhân dân (PNC) năm 1994, bà phục vụ trong hội đồng thành phố Georgetown đến năm 1998. Bà được bầu vào Quốc hội Guyana lần đầu tiên vào năm 1998. Sau đó, bà trở thành phó chủ tịch của nó. Đối với cuộc tổng tuyển cử năm 2011, PNC cùng với các đảng khác đã thành lập một liên minh A Partnership for National Unity và trở thành phe đối lập trong hội nghị tiếp theo. Backer là bộ trưởng ngoại giao bóng tối của họ và cũng đứng đầu Ủy ban khu vực nghị viện. Tuy nhiên, bà đã xin nghỉ việc vào tháng 2 năm 2014, do sức khỏe yếu.

## Cuộc sống cá nhân
Backer đã kết hôn và có hai đứa con. Bà qua đời vào ngày 21 tháng 3 năm 2014, sau một thời gian ngắn bị bệnh. Tổng thống Guyana Donald Ramotar cũng tham dự lễ tang của bà.